# Antonín Procházka

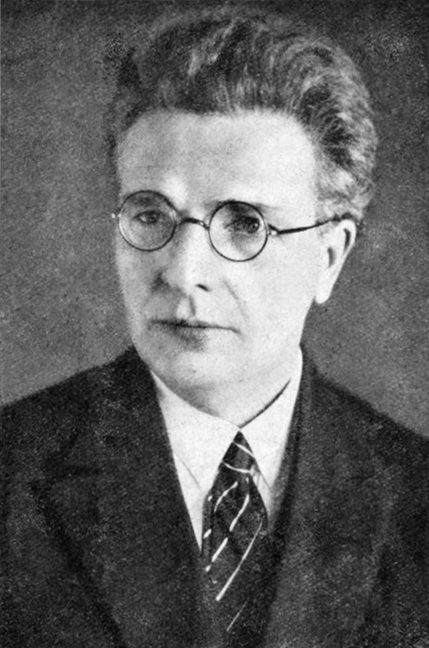
Antonín Procházka, ca 1932

Antonín Procházka (Vážany u Vyškova, 5 de junio de 1882 – Brno, 9 de junio de 1945) fue un pintor checo. Su obra estuvo a caballo entre el expresionismo y el cubismo. Procházka expresó la belleza y la poesía de los objetos mundanos, que trataba de trascender extrayendo de ellos una visión idealizada pero muy descriptiva, empleando a menudo la técnica de la encáustica.